# Tierra Caliente, Chiapas
Tierra Caliente är en ort i Mexiko.   Den ligger i kommunen El Bosque och delstaten Chiapas, i den sydöstra delen av landet, 700 km öster om huvudstaden Mexico City. Tierra Caliente ligger 677 meter över havet och antalet invånare är 315.
Terrängen runt Tierra Caliente är kuperad åt nordväst, men åt sydost är den bergig. Runt Tierra Caliente är det ganska glesbefolkat, med 45 invånare per kvadratkilometer. Närmaste större samhälle är El Bosque, 3,9 km väster om Tierra Caliente. I omgivningarna runt Tierra Caliente växer huvudsakligen savannskog.